# Orechovo-Zujevo
Orechovo-Zujevo (Орехово-Зуево) je ruské město ležící v Moskevské oblasti na řece Kljazmě asi 90 km východně od Moskvy v nadmořské výšce 120 metrů. Město má přes 120 000 obyvatel a proslavilo se hlavně jako centrum textilního průmyslu.

## Historie
První písemná zmínka o Zujevu pochází z roku 1209, tehdy se ještě jmenovalo Voloček Zujev (voloček je název místa, kde byly lodě přetahovány po souši z jedné řeky do druhé). Orechovo bylo založeno roku 1647. V roce 1797 založil místní rolník Sava Morozov textilní manufakturu, která se v průběhu 19. století stala jednou z nejdůležitějších továren Ruska a z dynastie Morozovů udělala milionáře. Město se vyznačovalo vysokou životní úrovní, jako jedno z prvních v Rusku mělo nemocnici, kino, telefonní spojení, veřejný park či sportovní stadion. Zároveň zde bylo středisko ruského dělnického hnutí - v lednu 1885 vstoupilo 8000 Morozovových zaměstnanců do stávky proti snižování platů v důsledku hospodářské krize, kterou až po deseti dnech potlačilo šest kozáckých setnin; dělníci však dosáhli zlepšení pracovních podmínek. V červnu 1917 byly obce Orechovo a Zujevo spolu s nedalekými Nikolským a Dubravkou spojeny do jednoho celku a povýšeny na město.

## Současnost

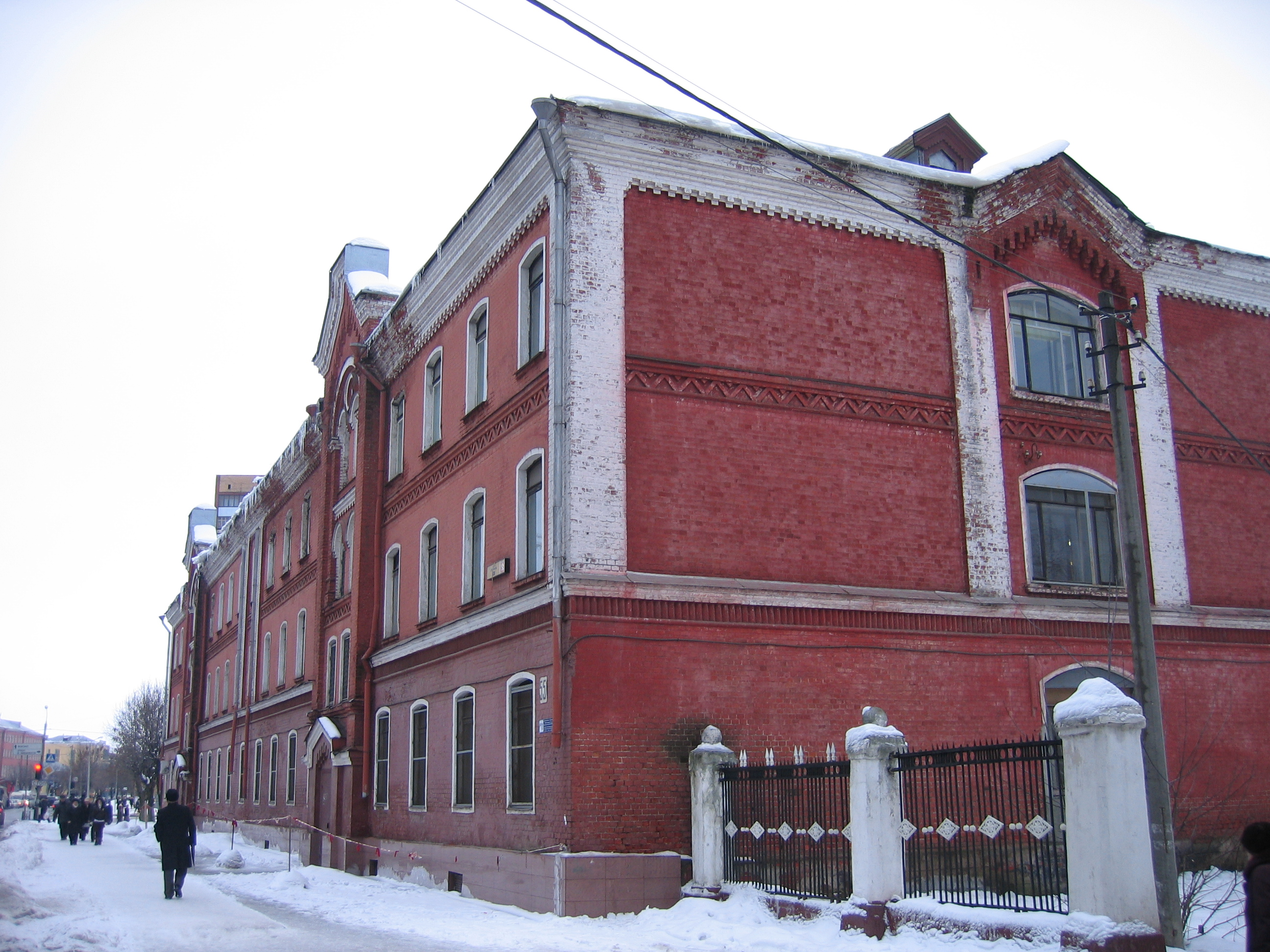
Původní budova Morozovovy továrny

Orechovo-Zujevo je významné průmyslové město. Vedle bavlnářského kombinátu (jehož význam v postsovětské éře dost poklesl) jsou zde podniky zpracovávající sklo a umělé hmoty, Orechovo-Zujevo je také důležitý železniční uzel. Město má umělecko-průmyslovou školu, vlastivědné muzeum, divadlo, sportovní halu, v poslední době bylo vystaveno několik supermarketů. Partnerským městem Orechova-Zujeva je německá Postupim.

## Osobnosti
V Orechovu-Zujevu a nedalekých Petuškách dlouho žil spisovatel Venědikt Vasiljevič Jerofejev. Dalšími významnými rodáky jsou herec Viktor Suchorukov, gymnastka Anna Pavlovová nebo klavírista Jakov Flier.